# José Caancan
José Caancan (Paete, 20 mei 1877 – 8 mei, 1965) was een Filipijns beeldhouwer en houtsnijder. 

## Biografie
Caancan werd geboren op 20 mei 1977 in Paete in de Filipijnse provincie Laguna. Hij was het jongste van tien kinderen van Valeriano Caancan en Ines Dalhag. Caancan werd al op 4-jarige wees. Hij groeide daarna op bij een oudere zus en een oom. Toen ook zijn oom overleed toen Caancan 12 jaar oud was moest hij stoppen met school en werkte hij als draaibankwerker en later als houtsnijder in meubelwerkplaatsen. In 1894 bood José Rizal, de nationale held van de Filipijnen, jonge mensen de kans om een jaar in Dapitan, waar hij toen in ballingschap woonde, te studeren. Caancan reageerde op de oproep en verbleef een jaar lang in Dapitan. 
Bekende werken van zijn hand waren Boy on a Carbao, Boy Fetching Water en Couple Pounding Rice. Hij maakte ook religieuze beelden. Zijn beelden van heiligen werden onderscheiden op internationale tentoonstellingen bij de Golden Gate in San Francisco en in Parijs. Ook won hij een prijs met een buste van gouverneur-generaal van de Filipijnen Leonard Wood. In zijn eigen werkplaats, terug in Paete, begeleidde hij veel jonge talenten. 
Caancan overleed in 1965 op 87-jarige leeftijd. Hij trouwde in 1903 met Vicenta Salem. Zij kwam om het leven tijdens de Japanse bezetting van de Filpijnen in de Tweede Wereldoorlog. Later trouwde hij met Petronila Sanchez. Met haar adopteerde hij een zoon: Gregorio Caancan. Ook hij werd later houtsnijder.